# 科帕普山
9°17′S 77°20′W / 9.283°S 77.333°W

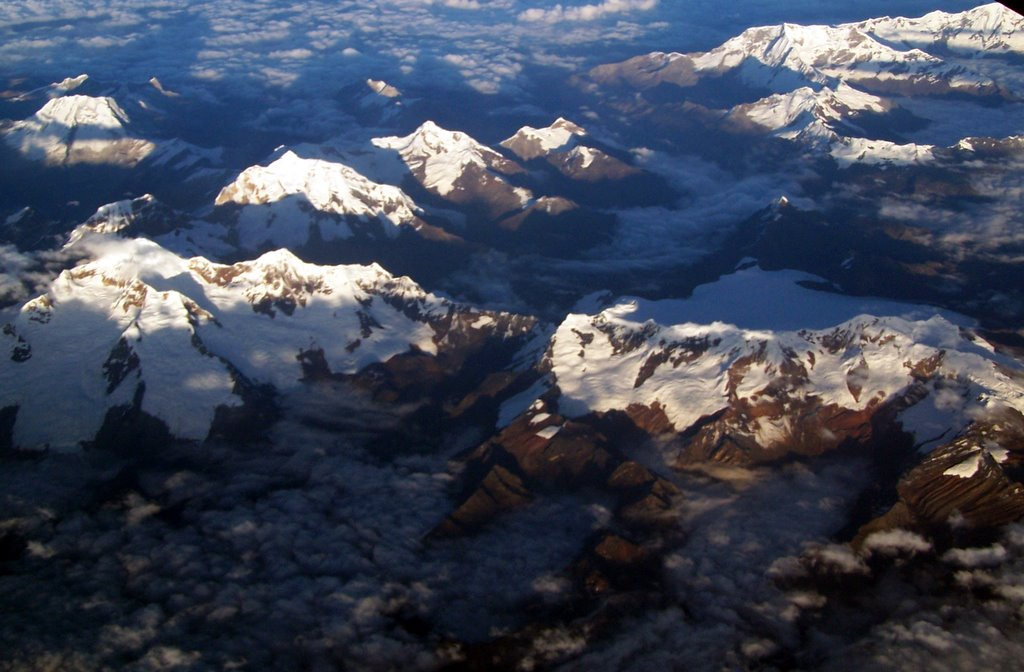

科帕普山（Copap），是秘魯的山峰，位於該國北部安卡什大區的阿松森省，屬於安第斯山脈中布蘭卡山脈的一部分，處於佩爾利利亞山，海拔高度5,570米。